# Deyalit López
Deyalit López (28 de enero de 1978) es una actriz de televisión venezolana. Se ha destacado en el género de las telenovelas comenzó en la exitosa telenovela de Marte Televisión La llaman Mariamor que le abrió camino para participar en numerosos dramáticos venezolanos, entre sus últimos trabajo destaca su participación en la telenovela de Venevisión Los misterios del amor donde interpretó a Amarelys.

## Televisión
| Año  | Teleserie                | Personaje                     | Cadena Televisiva |
| ---- | ------------------------ | ----------------------------- | ----------------- |
| 2018 | Corazón traicionado      | Milena Corona                 | RCTV Producciones |
| 2009 | Los misterios del amor   | Amarelys                      | Venevisión        |
| 2007 | Camaleona                | Astrid Hernández de Brassesco | RCTV              |
| 2006 | El desprecio             | Lucely Linares Santamaría     | RCTV              |
| 2005 | Mujer con pantalones     | Lorena                        | RCTV              |
| 2004 | ¡Qué buena se puso Lola! | Xiomara Caballero             | RCTV              |
| 2003 | La Cuaima                | Ella misma                    | RCTV              |
| 2002 | La mujer de Judas        | Lila Álvarez                  | RCTV              |
| 2001 | Más que amor... Frenesí  | Jennifer                      | Venevisión        |
| 1999 | Cuando hay pasión        | Carolina                      | Venevisión        |
| 1999 | Toda mujer               | Yusmeri                       | Venevisión        |
| 1998 | Enséñame a querer        | Emilia                        | Venevisión        |
| 1997 | Contra viento y marea    | Azúcar Gamboa                 | Venevisión        |
| 1996 | La llaman Mariamor       | Azucena                       | Marte Televisión  |